# Кастифао-Морозалья
Кастифао-Морозалья (фр. Castifao-Morosaglia) — упразднённый в 2015 году кантон во Франции, находился в регионе Корсика, департамент Верхняя Корсика. Входил в состав округа Корте.
Всего в кантон Кастифао-Морозалья входило 10 коммун, из них главной коммуной являлась Морозалья. 22 марта 2015 года все 10 коммун вошли в состав нового кантона Голо-Морозалья.

## Коммуны кантона
| Коммуна             | Население, чел. (2008) | Почтовый индекс | Код INSEE |
| ------------------- | ---------------------- | --------------- | --------- |
| Аско                | 129                    | 20276           | 2B023     |
| Бизинки             | 199                    | 20235           | 2B039     |
| Валле-ди-Ростино    | 132                    | 20235           | 2B337     |
| Гавиньяно           | 48                     | 20218           | 2B122     |
| Кастелло-ди-Ростино | 372                    | 20235           | 2B079     |
| Кастинета           | 53                     | 20218           | 2B082     |
| Кастифао            | 153                    | 20218           | 2B080     |
| Мольтифао           | 703                    | 20218           | 2B162     |
| Морозалья           | 1072                   | 20218           | 2B169     |
| Саличето            | 67                     | 20218           | 2B267     |

## Население
Население кантона на 2008 год составляло 2928 человек.
| 1962 | 1968 | 1975 | 1982 | 1990 | 1999 | 2006 | 2007 | 2008 |
| ---- | ---- | ---- | ---- | ---- | ---- | ---- | ---- | ---- |
| 2303 | 2576 | 2310 | 2362 | 2151 | 2531 | 2780 | —    | 2928 |